# بورجا بستون
بورجا بستون (انگلیسی: Borja Bastón؛ زادهٔ ۲۵ اوت ۱۹۹۲) بازیکن فوتبال اهل اسپانیا است.
از باشگاه‌هایی که در آن بازی کرده‌است می‌توان به باشگاه فوتبال دپورتیوو آلاوس، باشگاه فوتبال اتلتیکو مادرید، باشگاه فوتبال رئال ساراگوسا، باشگاه فوتبال رئال مورسیا، باشگاه فوتبال اوئسکا، باشگاه فوتبال رئال اویدو، باشگاه فوتبال سوانزی سیتی، باشگاه فوتبال استون ویلا، باشگاه فوتبال ایبار، باشگاه فوتبال دپورتیوو لاکرونیا، باشگاه فوتبال لگانس، باشگاه فوتبال مالاگا، و باشگاه فوتبال اتلتیکو مادرید بی اشاره کرد.
وی همچنین در تیم‌های ملی فوتبال زیر ۱۶ سال اسپانیا، زیر ۱۷ سال اسپانیا، زیر ۱۸ سال اسپانیا، و زیر ۱۹ سال اسپانیا بازی کرده‌است.